# María Rosa Calviño de Gómez
María Rosa Calviño de Gómez fue una profesora y política argentina, miembro del Partido Peronista Femenino, que se desempeñó como senadora nacional por la Capital Federal entre 1952 y 1955. Formó parte del primer grupo de senadoras que ingresó al Congreso de la Nación Argentina, con la aplicación de la Ley 13.010 de sufragio femenino.

## Biografía
Fue profesora de enseñanza secundaria y docente en la Escuela N.° 26 de la Capital Federal.
Adhirió al peronismo, integrando el Partido Peronista Femenino (PPF). Fue titular de la Comisión Directiva de la Organización de Consumidores, delegada censista del PPF en la provincia de Córdoba y secretaria de organización de la Comisión Nacional del PPF. En 1952 fue designada secretaria general del Consejo Directivo de la Fundación Eva Perón.
En las elecciones de 1951 fue elegida senadora nacional por la Capital Federal, asumiendo en abril de 1952. En el Senado presidió la Comisión de Educación y fue miembro de la Comisión de Industria.
Fue reelegida en 1955. No pudo terminar su segundo mandato en el Senado, que se extendía hasta 1961, por el golpe de Estado de septiembre de 1955.